# Société vaudoise d'histoire et d'archéologie
La Société vaudoise d’histoire et d’archéologie a été fondée à Lausanne, le 3 décembre 1902, sur l’initiative de Paul Maillefer, Albert Naef, Albert de Montet, Frédéric-Théodore Dubois, Lucien Vincent, Eugène Mottaz, Henri Martin, Emmanuel Dupraz et François Doge. Seule société d’histoire à vocation cantonale, elle est une interlocutrice écoutée des autorités.

## Historique
Cette section ne s'appuie pas, ou pas assez, sur des sources secondaires ou tertiaires indépendantes du sujet.

Pour l'améliorer, ajoutez-en, ou placez des modèles {{Source secondaire souhaitée}} ou {{Source secondaire nécessaire}} sur les passages mal sourcés. (février 2024)
1898 marque le centenaire de l’Indépendance du Pays de Vaud. En 1903, les Vaudois célèbrent en grande pompe le premier centenaire de l’existence du canton de Vaud ainsi que le premier siècle de l'adhésion cantonale à la Confédération suisse. Dans ce contexte patriote, et marqué par un goût prononcé pour l'histoire, Paul Maillefer (1862-1929), professeur à l'Université de Lausanne, crée le 3 décembre 1902 la Société vaudoise d’histoire et d’archéologie (ci-après SVHA), en complément à la Société d'histoire de la Suisse romande, jugée trop élitaire. Maillefer avait déjà lancé en 1893 la Revue historique vaudoise, dont la SVHA devient l’organe éditeur. Six mois après sa naissance, la SVHA compte déjà 443 membres.
Dès ses débuts, la SVHA organise des conférences, des assemblées, ainsi que des sorties d’été. Elle participe dès 1907 à la parution du Dictionnaire historique, géographique et statistique du canton de Vaud, ouvrage dirigé par Eugène Mottaz, rédacteur de la RHV et membre fondateur de la société. La SVHA connaît une crise durant la Première Guerre mondiale, le nombre de ses membres chutant à 331 ; la parution de la RHV est menacée. Mais la situation s’améliore avec l’arrivée de la Seconde Guerre mondiale. Les effectifs remontent à 439 membres. Si en juin 2013, elle atteste encore 800 membres, après avoir dépassé plus le millier des membres, les décennies précédentes, en septembre 2017 septembre 2017, elle regroupe 669 sociétaires. Ce chiffre est en baisse depuis.
En 1953, à l’occasion du 150e anniversaire de l’existence du canton de Vaud, la SVHA publie Cent cinquante ans d’histoire vaudoise. Elle entretient d’étroites relations avec des sociétés sœurs telles que le Cercle vaudois d'archéologie et le Cercle vaudois de généalogie, dont elle publie les rapports d'activité. Elle s’efforce  d’organiser des rencontres avec les conservateurs de musée vaudois, d’attirer les historiens (chevronnés et amateurs) dans ses rangs, ainsi que les étudiants en histoire. Par les prix qu’elle délivre, elle tente de soutenir et de valoriser les travaux en histoire. 
| Président               | Mandat    |
| ----------------------- | --------- |
| Paul Maillefer          | 1902-1905 |
| Eugène Mottaz           | 1905-1907 |
| John Landry             | 1907-1909 |
| Paul Maillefer          | 1909-1911 |
| Eugène Mottaz           | 1911-1913 |
| John Landry             | 1913-1915 |
| Paul Maillefer          | 1915-1917 |
| Charles Gilliard        | 1917-1919 |
| Eugène Mottaz           | 1919-1921 |
| Maurice Barbey          | 1921-1923 |
| Charles Gilliard        | 1923-1925 |
| Louis Bosset            | 1925-1927 |
| Maurice Barbey          | 1927-1929 |
| Charles Gilliard        | 1929-1931 |
| Marius Perrin           | 1931-1933 |
| Maxime Reymond          | 1933-1935 |
| Maurice Barbey          | 1935-1937 |
| Albert Burmeister       | 1937-1939 |
| Aloys Cherpillod        | 1939-1941 |
| Louis Junod             | 1941-1943 |
| Edgard Pelichet         | 1943-1945 |
| Marius Perrin           | 1945-1947 |
| Jean Charles Biaudet    | 1947-1949 |
| Edgard Pelichet         | 1949-1951 |
| Georges-André Chevallaz | 1951-1953 |
| Louis Junod             | 1953-1955 |
| Paul Bonard             | 1955-1957 |
| Jean Charles Biaudet    | 1957-1959 |
| Ernest Giddey           | 1959-1961 |
| Olivier Dessemontet     | 1961-1963 |
| Ernest Giddey           | 1963-1965 |
| Jean-Jacques Bouquet    | 1965-1967 |
| André Rapin             | 1967-1969 |
| Paul-Louis Pelet        | 1969-1971 |
| Jean-Pierre Chuard      | 1971-1973 |
| Laurette Wettstein      | 1973-1975 |
| Jean-Pierre Chuard      | 1975-1977 |
| Paul-Louis Pelet        | 1977-1979 |
| Michel Depoisier        | 1979-1981 |
| Lucienne Hubler         | 1981-1983 |
| Robert Pictet           | 1983-1985 |
| Jean-Pierre Chuard      | 1985-1987 |
| Lucienne Hubler         | 1987-1989 |
| Gilbert Kaenel          | 1989-1991 |
| Robert Pictet           | 1991-1993 |
| Alain Dubois            | 1993-1995 |
| Elisabeth Salvi Cepl    | 1995-1997 |
| André Lasserre          | 1997-1999 |
| Gilbert Marion          | 2000-2001 |
| Gilbert Coutaz          | 2002-2003 |
| Liliane Desponds        | 2004-2005 |
| Michel Fuchs            | 2006-2007 |
| Philippe Kaenel         | 2008-2009 |
| Danièle Tosato-Rigo     | 2010-2011 |
| Lise Favre              | 2012-2014 |
| Monique Fontannaz       | 2015-2016 |
| France Terrier          | 2017-2018 |
| Sylviane Klein          | dès 2019  |

## Revue historique vaudoise
Les initiateurs de la Revue historique vaudoise (ci-après RHV) sont Paul Maillefer (1862-1929) et Eugène Mottaz (1862-1951).
Publication spécialisée à vocation populaire, la RHV, première du genre dans le canton de Vaud, a connu plusieurs mutations dans sa présentation externe. À son origine, elle paraît sous forme d’un cahier mensuel de 32 pages, sous une couverture vert pâle. En juillet 1895, elle publie pour la première fois une illustration. En 1927, elle change de caractères typographiques  et de disposition générale. De douze par an, elle a passé à six, puis à quatre et à deux. Pour la première fois en 1970, elle se présente sous forme de volume annuel. En 1992, elle publie sa première couverture en couleurs. Dès 2002, elle systématise le dossier thématique par numéro. 2003 est marqué par une refonte complète de ligne éditoriale.
La revue a également publié entre 1972 et 2016 le rapport annuel du Cercle vaudois d'archéologie, qui s’est constitué à la fin de l’année 1962 et s'est dissous le 31 décembre 2016. Le lien de la SVHA avec l’archéologie et la conservation des monuments subsiste de toute manière, avec la publication régulière dans la RHV du rapport de la Commission cantonale des Monuments historiques, puis celui de l’Archéologue cantonal, poursuivi de 1979 à 2013 sous forme de Chronique archéologique,.
Depuis le 22 août 2016, Renouvaud, le portail de la Bibliothèque cantonale et universitaire - Lausanne relaie tous les titres parus dans la Revue historique vaudoise, des origines à cinq ans avant le dernier numéro publié.